# Liolaemus sarmientoi
Liolaemus sarmientoi là một loài thằn lằn trong họ Liolaemidae. Nó được coi là một loài cỡ trung bình trong họ, với chiều dài từ mõm đến lỗ huyệt từ 76 đến 77 mm. Con đực thường lớn hơn so với con cái.

## Tên gọi
Loài này được mô tả bởi nhà nghiên cứu người Chile Roberto Donoso-Barros vào năm 1973. Ban đầu nó được phân loại là một loài phụ của Liolaemus archeforus, nhưng đã được tách thành loài riêng biệt sau các nghiên cứu thêm bởi Cei và Scolaro vào năm 1996.
Tên gọi cụ thể sarmientoi bắt nguồn từ nhà thám hiểm người Tây Ban Nha Pedro Sarmiento de Gamboa. Ông được biết đến với chuyến hành trình qua eo biển Magellan, gần nơi sinh sống của quần thể loài này.

## Phạm vi địa lý và môi trường sống
L. sarmientoi được coi là một trong những loài thằn lằn cực nam trên thế giới, chỉ sinh sống tại phía nam Chile và Argentina (Patagonia). Nó sống ở các khu vực núi đá và núi lửa dọc theo thảo nguyên Patagonia khô cằn.
Tổng số cá thể của loài này không được ghi nhận.

## Sinh thái
Giống như hầu hết các loài thằn lằn, L. sarmientoi có tính máu lạnh. Do điều kiện khí hậu khắc nghiệt của môi trường sống, nó có thể tạo ra nhiệt bằng cả phương tiện dẫn nhiệt (thông qua tiếp xúc với bề mặt ấm) và phương tiện tỏa nhiệt trực tiếp từ Mặt Trời. Thông qua những phương tiện này, nó có thân nhiệt khoảng 26 °C. Các hành vi của thằn lằn thường bị hạn chế bởi khí hậu này. Nó hoạt động mạnh nhất trong các tháng mùa xuân và mùa hè, tương ứng từ cuối tháng 11 đến tháng 2 ở Nam Bán cầu, và sống trong trạng thái ngủ đông từ mùa thu đến đầu mùa xuân năm sau.
L. sarmientoi là loài ăn tạp.

### Sinh sản
L. sarmientoi là loài đẻ con. Chu kỳ sinh sản diễn ra hàng năm, trong suốt mùa xuân và mùa hè. Tùy thuộc vào điều kiện khí hậu, con cái của loài có thể điều chỉnh chu kỳ sinh sản dựa trên sự hạn chế về năng lượng và thức ăn. Việc sinh nở thường xảy ra vào giữa mùa hè và kích thước lứa đẻ thường từ 3 đến 5 con.